# Acacia pruinocarpa
Acacia pruinocarpa é uma espécie de leguminosa do gênero Acacia, pertencente à família Fabaceae.